# Victor Veau
Victor Veau (né le 8 décembre 1871 à Auxey, mort le 16 mai 1949 à Paris 8e) est un chirurgien français, connu pour son approche de la chirurgie du bec de lièvre et de la classification qui porte son nom, toujours utilisée au XXIe siècle. 
Il participe au comité médical de la Résistance avec Gabriel Richet, lors de la libération de Paris. 

## Biographie

### Origine et formation
Victor Émile Veau nait à Auxey, village viticole de Bourgogne, d'une famille d'importants propriétaires agricoles domiciliés à Dijon. Il est élevé chez les Jésuites de 1878 à 1889 pour devenir bachelier ès sciences et ès lettres en 1889 à la Faculté de Dijon. Ses parents l'orientent vers la médecine, avec l'idée qu'il s'installerait à Meursault, d'où il aurait pu surveiller l'exploitation des domaines familiaux. 
Il fait sa première année à l'école de médecine de Dijon et poursuit ses études à Paris en 1890 en étant exempté du service militaire en raison d'une atteinte cardiaque. Il est reçu premier au concours de l'externat en 1894, et premier au concours de l'internat en 1896. Comme major, il est notamment dans les services de Paul Tillaux, de Paul Reclus, de Stéphane Tarnier et d'Alfred Louis Ricard,. Son internat aux Enfants-Assistés l'oriente vers la chirurgie infantile.

### Carrière
En 1900, il est lauréat de l'Académie nationale de médecine, et en 1901 prosecteur à la Faculté. Chaque fois en tête de sa promotion, il est nommé chirurgien des hôpitaux en 1906 avec Robert Proust. Il devient l'assistant d'Adolphe Jalaguier (1853-1924) aux Enfants-Assistés, puis son successeur en 1916. C'est là que Veau, chirurgien et embryologiste, à la suite de son maître, mène ses travaux sur les malformations des lèvres et du palais.
Il est nommé chevalier de la Légion d'honneur  en 1912 à la suite d'une diphtérie maligne contractée professionnellement en 1911 et qui avait mis ses jours en danger. Il reçoit également la médaille d'argent des épidémies en 1912 et la médaille d'or de la Fondation Carnegie (« Aux héros de la civilisation ») en 1913.
Durant la première guerre mondiale, il sert dans plusieurs hôpitaux parisiens : outre celui des Enfants-Assistés, ceux de Bretonneau, de Boucicaut, de Trousseau et à l'hôpital auxiliaire 24 d'Issy-les-Moulineaux.  Il est élevé au rang d'officier de la Légion d'honneur le 7 mai 1921, par le ministère de la Guerre.
En 1933, après son départ des hôpitaux de l'Assistance publique à l'âge de 61 ans, Veau continue son activité à l'hôpital privé Saint-Michel de Paris 15e, où il se crée un petit service pour opérer de nombreux becs-de-lièvre et fissures palatines. C'est là que, de 1933 au début de janvier 1949, Veau pratique ses opérations. Au 1er septembre 1940, il avait opéré plus de trois mille enfants porteurs de malformations vélo-palatines.
Il est élu membre de l'Académie de médecine pour la section de chirurgie le 22 octobre 1940. Profondément affecté par la défaite de 1940 et par l'occupation, il accepte, en août 1944, de faire de son domicile, qui occupait une position centrale, un poste de commandement et un abri lors de la Libération de Paris.
Le 16 mai 1949, il meurt à son domicile, situé au 50 rue de Laborde, à Paris (8ème arrondissement).

## Travaux

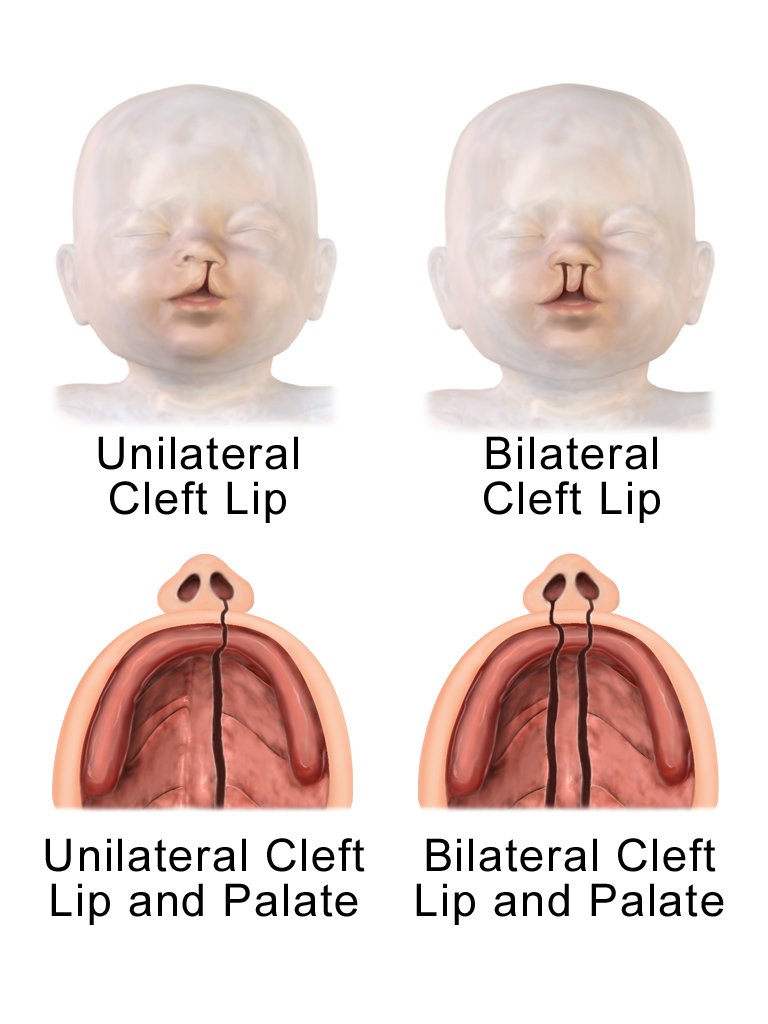
Fente labio-palatine unilatérale et bilatérale.

Victor Veau collabore à différents traités chirurgicaux et publie dans la collection des précis de technique opératoire par les prosecteurs. Ses ouvrages principaux sont Pratique courante et chirurgie d'urgence qui connait 9 éditions de 1904 à 1936, et surtout celui sur la division palatine, en collaboration avec l'ortophoniste Suzanne Borel, paru en 1931.
En 1923, lors de séances de la Société de Chirurgie, il prend l'initiative de faire parler en public des enfants malformés des lèvres et du palais et opérés par ses soins et suivis par Suzanne Borel, démontrant que ces enfants pouvaient parler en étant compris après l'opération.
Veau renouvelle l'approche de la reconstruction du palais ou staphylorraphie. Il élabore le concept selon lequel « toutes les structures sont présentes, elles sont simplement déformées ». Se basant sur ses propres travaux anatomiques et embryologiques, il précise « les structures normales sont présentes sur les berges de la fente, modifiées seulement par le fait de la fente » . 
L'opération de Veau consiste alors à reconstituer le voile du palais divisé par des sutures en trois plans : muqueuse nasale, muscles et muqueuse buccale. Pour la suture musculaire Veau utilise le fil de bronze.
En 1931, Veau propose une classification des fentes labio-palatines en quatre types :
- type I : division simple du voile,
- type II : avec division de la voute palatine,
- type III : fente palatine avec fente labio-alvéolaire unilatérale,
- type IV : fente palatine avec fente labio-alvéolaire bilatérale totale.

En 2023, la classification de Veau reste parmi les trois plus souvent utilisées dans le monde, parmi plus d'une dizaine en discussion. Chacune ayant ses propres défauts ou limitations, celle de Veau restant imprécise dans les formes complexes les plus sévères.

## Principales publications
- Précis de technique opératoire. Masson, 1904.
- Étude anatomique du bec-de-lièvre unilatéral total. Annales d'Anatomie Pathologique et d'Anatomie Normale 1928;5:601-32.
- Les Résultats phonétiques de 100 staphylorraphies (en collaboration avec Melle Suzanne Borel) Paris, 1929.
- Division palatine. Anatomie. Chirurgie. Phonétique. (Avec la collaboration de Mlle Suzanne Borel). Paris, Masson et Cie, 1931. (6 juin.)
- Bec-de-lièvre. Formes cliniques - chirurgie.(avec la collaboration de Jacques Récamier) Paris, Masson, 1938.
- Pratique courante et chirurgie d'urgence.  (avec la collaboration de F. d'Allaines). Paris, Masson, 1941.